# ولیبور واسوویچ
ولیبور واسوویچ (صربی: Velibor Vasović؛ ۳ اکتبر ۱۹۳۹ – ۴ مارس ۲۰۰۲) بازیکن فوتبال اهل یوگسلاوی بود.

## باشگاهی
از باشگاه‌هایی که در آن بازی کرده‌است می‌توان به آژاکس آمستردام، باشگاه فوتبال پارتیزان و باشگاه فوتبال ستاره سرخ بلگراد اشاره کرد.